# Robert Jordan (Schriftsteller, 1948)

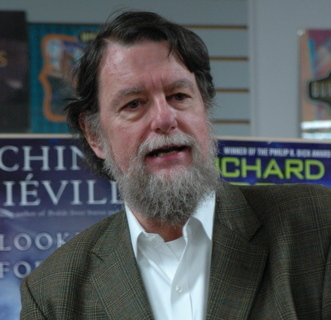
Robert Jordan (2005)

Robert Jordan war ein Pseudonym des amerikanischen Schriftstellers James Oliver Rigney, Jr. (* 17. Oktober 1948 in Charleston, South Carolina; † 16. September 2007 ebenda), der in erster Linie durch seinen Fantasy-Romanzyklus Das Rad der Zeit bekannt wurde.

## Leben
Robert Jordan wurde 1948 in Charleston, einer Hafenstadt an der Atlantikküste von South Carolina, geboren. Von 1967 bis 1970 war er bei der Army als Helikopterschütze im Vietnamkrieg aktiv und wurde für seine Taten mehrfach ausgezeichnet. Anschließend studierte er an der Militärakademie in seinem Heimatort Charleston Physik und arbeitete nach seinem Abschluss für die Navy als Nuklearingenieur. In seiner Freizeit ging der streng gläubige Jordan, der Anhänger der Episkopalkirche war, dem Angeln und Jagen nach.
Am 25. März 2006 gab Jordan bekannt, dass bei ihm die sehr seltene Blutkrankheit Amyloidose diagnostiziert wurde, die ohne Behandlung innerhalb eines Jahres tödlich verlaufen könnte und selbst mit medizinischer Unterstützung nur eine durchschnittliche Lebenserwartung von vier Jahren garantierte. Jordan erklärte daraufhin, um all die Bücher zu beenden, die ihm vorschwebten, brauche er noch etwa 30 Jahre, und er habe fest vor, noch mindestens so lange zu leben.
Jordan begann im April 2006 in der Mayo-Klinik in Rochester mit der Behandlung. Am 23. Dezember erklärte er in seinem Blog, die Therapie schlage gut an, und er sei trotz regelmäßiger Pflichtkontrollbesuche im Krankenhaus optimistisch. Seinen Hoffnungen zuwider starb Jordan am 16. September 2007 im Alter von nur 58 Jahren. Bis zu seinem Tod lebte er mit seiner Frau Harriet McDougal, einer Lektorin, in seinem Geburtsort Charleston.

## Pseudonyme
Den Namen Robert Jordan legte Rigney sich als Pseudonym zu, als er für die Conan-Reihe (ursprünglich verfasst von Robert E. Howard) zu schreiben begann. Robert Jordan ist der Name des Protagonisten in Hemingways Wem die Stunde schlägt (1940), jedoch hat Jordan erklärt, dass er alle Pseudonyme aus drei Namenslisten auf Basis seiner Initialen gewählt habe. Weitere Pseudonyme, unter denen Jordan schrieb, waren Reagan O’Neal (die Fallon-Serie), Jackson O’Reilly (Cheyenne Raiders) und Chang Lung (Veröffentlichungen in Zeitschriften).

## Das Rad der Zeit
Bekannt wurde Robert Jordan durch die Fantasy-Buchreihe Das Rad der Zeit, in der 14 Originalbände erschienen sind. Die deutschen Übersetzungen wurden abermals in mehrere Teile geteilt, so dass die Serie in Deutschland 37 Bücher umfasst.
Jordan hatte bekannt gegeben, dass die Reihe mit dem zwölften Buch (Arbeitstitel: A Memory of Light) enden sollte, das deswegen um die 1500 Seiten umfassen könnte. Zum Zeitpunkt von Jordans Tod war das Buch allerdings noch nicht abgeschlossen. Angesichts seiner Krankheit enthüllte er seiner Familie für den schlimmsten Fall jedoch die wichtigsten Details der Geschichte und wie er sie zu beenden beabsichtigte.
Der Autor Brandon Sanderson hat in enger Zusammenarbeit mit Jordans Witwe Harriet McDougal die Serie abgeschlossen. Das ursprünglich geplante letzte Buch der Reihe mit dem Titel A Memory of Light, das auf Jordans Notizen basiert, wurde aufgrund des großen Umfangs in drei Bände geteilt. Der erste dieser Bände ist unter dem Titel The Gathering Storm im Oktober 2009 im englischen Original erschienen. Der zweite Band Towers of Midnight ist im November 2010 erschienen. Der letzte Band A Memory of Light wurde im Januar 2013 veröffentlicht.